# Бабко Тихін Федотович
Ти́хін Федо́тович Бабко́ (1914—2000) — радянський військовик, в роки Другої світової війни — командир відділення 1-ї роти 564-го окремого саперного батальйону 283-ї стрілецької дивізії 3-ї армії, старший сержант. Повний кавалер ордена Слави.

## Життєпис
Народився в селі Бандурове, нині Гайворонського району Кіровоградської області, в селянській родині. Українець. Здобув початкову освіту. Рано залишившись сиротою, працював у сільському господарстві, був будівельником, вантажником, слюсарем. У 1939—1940 роках проходив дійсну строкову службу в Червоній армії. Після звільнення у запас мешкав у Ленінграді, працював на будівництві «Північкабельбуду».
Вдруге був призваний до лав РСЧА Володарським РВК м. Ленінграда 6 липня 1941 року. У діючій армії — з 20 липня того ж року. Воював на Ленінградському, Брянському, 1-му та 2-му Білоруських фронтах. Двічі був важко поранений. Член ВКП(б).
20 лютого 1944 року в районі села Надія (Гомельська область, Білорусь) старший сержант Т. Ф. Бабко потай від супротивника розвідав місця, зручні для переправлення артилерії через річку Дніпро. Наступного дня під щільним фланговим кулеметним вогнем супротивника прорізав прохід у дротових загородженнях завширшки у 20 метрів, першим увірвався до ворожої траншеї і вогнем з автомата знищив ворожого автоматника, чим сприяв просуванню вперед стрілецьких підрозділів (29.02.1944 року нагороджений орденом Слави 3-го ступеня).
На будівництві СП командира дивізії поблизу с. Хомичі виявив високі зразки у перевиконанні норм, виконуючи встановлену виробничу норму на 600 %, чим сприяв достроковому зведенню СП. 24 червня 1944 року при прориві ворожої оборони в районі с. Хомичі під сильним мінометно-кулеметним вогнем прорізав прохід у дротовому загородженні, чим дав можливість безперешкодно наступати стрілецьким підрозділам (20.07.1944 року нагороджений орденом Слави 2-го ступеня).
8 серпня 1944 року в районі с. Топілець під ураганним мінометно-артилерійським вогнем супротивника старший сержант Т. Ф. Бабко по пояс у болоті дістався берега річки Нарев і навів штурмовий місток завдовжки у 55 метрів. Виявивши місток, супротивник зі станкового кулемета відкрив по ньому вогонь, не даючи можливості просуватись вперед. Старший сержант Т. Ф. Бабко повзком болотистою місциною набоизився до ворожого кулемета і гранатами знищив його разом з обслугою. Завдяки цьому радянські стрільці чисельністю до батальйона переправились на західний беріг Нарева і зайняли там оборону. 6 разів відновлював переправу, зруйновану ворогом. В районі с. Єньки ворог встановив мінні поля у 7-8 рядів і дротові загородження. 9 серпня старший сержант Т. Ф. Бабко під щільним артилерійським вогнем супротивника зняв 97 протитанкових мін, чим сприяв просуванню вперед САУ (24.03.1945 року нагороджений орденом Слави 1-го ступеня).
Демобілізований у 1945 році. Повернувся до Ленінграда. працював вантажником, монтером на Ленінградській фабриці нетканих виробів.

## Нагороди
Нагороджений орденами Вітчизняної війни 1-го (11.03.1985) та 2-го ступенів, двома Червоної Зірки (15.04.1945, …), Слави 1-го (24.03.1945), 2-го (20.07.1944), та 3-го (29.02.1944) ступенів, медалями, у тому числі двома «За відвагу» (23.08.1943, 02.11.1943) і нагрудним знаком «Відмінний мінер» (31.03.1944).